# Kivétel és szabály
A Kivétel és szabály (eredeti címén: Rules Don't Apply) 2016-ban bemutatott amerikai romantikus vígjáték-dráma, amelyet Warren Beatty rendezett. A forgatókönyvet Beatty és Bo Goldman készítették. A főbb szerepekben Beatty, Lily Collins, Alden Ehrenreich. 2016. november 10-én mutatták be az Egyesült Államokban. A magyar vetítés pontos dátuma nem ismert, a szinkront 2016-ban készítették a filmhez. A produkciót egy Golden Globe-díjra jelölték a 74. Golden Globe-gálán Collins alakításáért.

## Cselekmény
1958-ban Frank sofőrként dolgozik Los Angelesben a mogul Howard Hughesnak. Frank azt a feladatot kapja, hogy az RKO Pictures új üdvöskéjét, Marla Mabrey-t furikázza. Marla hónapok óta várja, hogy meghallgassák a Stella Starlight című filmre, és találkozhasson Howarddal. Franknek menyasszonya van, de figyelmeztetik, hogy a sztárok nem kerülhetnek közeli kapcsolatba férfiakkal. 
Miután a féltő anyjának haza kell térnie, Marla egyedül marad, és közelebb kerül Frankhez. Első találkozásuk során Howard itallal kínálja, amit a nő visszautasít, és színészi ambícióiról beszél. Frank jó benyomást kelt Howardban, ezért a szűkebb munkatársi körbe is bevonja. Howard paranoiás attól, hogy be akarják záratni a stúdióját, és fél a kisebbségi részvényesektől. Howard azt a tanácsot kapja, hogy házasodjon meg, hogy a felesége tagadhassa meg a fontos papírok aláírását.
Marla és Frank között elcsattan az első csók, és a nő bűntudatra ébred a menyasszony miatt. Habár Frank megnyugtatja, hogy felbontja a jegyességet, Marla zaklatott marad, és több alkoholt fogyaszt a kelleténél. A bájos Marlát Howard elcsábítja, és elhiteti vele, hogy feleségül veszi, ezért Marla megszakítja Frankkel a kapcsolatot. Howard azonban Jean Peterst veszi feleségül, és kirúgja jobb kezét, Noah Dietricht, aki pszichiáterhez akarta őt küldeni. Az új vezérigazgató, Robert Maheu figyelmezteti Howardot, hogy a részvényesek hűtlen kezelés vádjával bíróság elé kényszeríthetik őt.
Marla becsapva érzi magát, és mikor közli Howarddal, hogy terhes, a férfi nem hisz neki. Marla hazatér anyjához, és évekre eltűnik. Howard ezalatt elveszti a pert, és kénytelen eladni az apja által alapított céget, a Hughes Tool Company-t, hogy kifizesse a 645 millió dolláros tartozást. 1964-ben Howardot megkeresi az amerikai sajtó egy könyv miatt. A regényt Richard Miskin írta, aki azt állítja, hogy interjút készített Howarddal, aki teljes demenciában szenved. A telefonhívás kimenetele Howard birodalmának teljes összeroppanásába kerülhet. A várakozásban megérkezik Marla a kisfiával, és elárulja, hogy az író volt barátnője kész tanúskodni arról, hogy az interjú sosem történt meg. Howard a hír hatására mégis telefonál, és tökéletesen bizonyítja magáról, hogy beszámítható. Frank felmond Howardnál, és Marlával megy.

## Szereplők
| Szerep               | Színész             | Magyar hangja      |
| -------------------- | ------------------- | ------------------ |
| Howard Hughes        | Warren Beatty       | Csernák János      |
| Marla Mabrey         | Lily Collins        | Törőcsik Franciska |
| Frank Forbes         | Alden Ehrenreich    | Czető Roland       |
| Lucy Mabrey          | Annette Bening      | Kovács Nóra        |
| Levar Mathis         | Matthew Broderick   | Lippai László      |
| Bob Maheu            | Alec Baldwin        | Csankó Zoltán      |
| Mamie Murphy         | Haley Bennett       | Szilágyi Csenge    |
| Nadine Henly         | Candice Bergen      | Menszátor Magdolna |
| Raymond Holliday     | Dabney Coleman      | Szacsvay László    |
| Nigel Briggs ezredes | Steve Coogan        | Tarján Péter       |
| Mr. Bransford        | Ed Harris           | Epres Attila       |
| Sally                | Megan Hilty         | Peller Mariann     |
| Forester             | Oliver Platt        | Kerekes József     |
| Noah Dietrich        | Martin Sheen        | Papp János         |
| Vernon Scott         | Paul Sorvino        |                    |
| Sarah Bransford      | Taissa Farmiga      | Csuha Borbála      |
| Betty                | Louise Linton       | Bálizs Anett       |
| Richard Miskin       | Paul Schneider      | Rajkai Zoltán      |
| Frank nagyanyja      | Eileen Ryan         | Erdélyi Mari       |
| Rudolf               | Ashley Hamilton     | Harcsik Róbert     |
| nővér                | Lauri Johnson       | Horváth Zsuzsa     |
| rendező              | Patrick Fischler    | Juhász Zoltán      |
| Ferguson szenátor    | Ron Perkins         | Végh Ferenc        |
| Somoza elnök         | Julio Oscar Mechoso | Háda János         |
| Matt Mabrey          | Evan O'Toole        | Kadosa Patrik      |
| riporter             | Steve Tom           | Perlaki István     |
| riporter             | Ivar Brogger        | Imre István        |

## Fogadtatás

### Kritikai visszhang
A produkció megosztotta a kritikusokat. A Rotten Tomatoeson 56%-os minősítést ért el 179 értékelés alapján, az összefoglaló szerint: „A Kivétel és szabály című filmben Warren Beatty egy összességében kedves - de tagadhatatlanul enyhe - pillantást vet a régi Hollywood egy szegletére Howard Hughes jellegzetes árnyékában.” Peter Bradshaw a Guardiantől azt írta: „Ez egy vontatott hiúsági projekt, amelyet nézni olyan, mintha szalonnába fulladna az ember, vagy mintha két órán át egyedül lenne egy olyan levegőtlen hotelszobában, amelyben Hughes állítólag meghúzta magát.” Robbie Colin a Daily Telegraphtól azt írta: „Beatty Collins és Ehrenreich szereposztása ihletett: könnyű elképzelni, hogy mindkettőjüket az 1950-es és 60-as évek Hollywoodjában élték ki magukat, akárcsak Beatty maga.” J. R. Jones a Chicago Readertől azt írta: „Beatty víziója a showbiznisz korrupciójáról aligha újszerű, de íróként és színészként a legvágyakozóbb és legösszetettebb portrét alkotta Hughesról, amit valaha láttam.”
A Metacritic 60 pontot adott a 100-ból 40 vélemény alapján. Stephen Holden a New York Timestól azt írta: „A film csodája, amelyet Beatty úr írt és rendezett egy Bo Goldmannal közösen írt történet alapján, az, hogy annyira jó hangulatú. Bolondok és idióták bőven akadnak, de démoni, rendszerszintű gonoszság nem.” Kenneth Turan a Los Angeles Timestól azt írta: „A Kivétel és szabály, ahogy a neve is mutatja, egy olyan film, amely a saját útját akarja járni. Nem nélkülözi a varázsát, de nincs belőle elég, és nem is áll össze könnyen.” Katie Walsh a Chicago Tribune-től azt írta: „Még akkor is béna lenne, ha nem lenne a kulturális és politikai relevancia sötét lepelébe burkolózva. Egyszerűen ennyire rossz.”

### Bevétel adatai
A Box Office Mojo szerint a film veszteséges volt. A 25 millió dolláros költségvetésre 3,8 millió dolláros bevételt ért el.

## Fontosabb díjak és jelölések
| Esemény               | Díj              | Kategória                                                     | Eredmény |
| --------------------- | ---------------- | ------------------------------------------------------------- | -------- |
| 74. Golden Globe-gála | Golden Globe-díj | Legjobb női főszereplő (musical vagy vígjáték) – Lily Collins | Jelölve  |